# رون كيرسي
رون كيرسي (بالإنجليزية: Ron Kersey)‏ هو موسيقي وكاتب أغاني ومنتج أسطوانات أمريكي، ولد في 7 أبريل 1949 في فيلادلفيا في الولايات المتحدة، وتوفي في 25 يناير 2005.

## وصلات خارجية
- رون كيرسي على موقع IMDb (الإنجليزية)
- رون كيرسي على موقع ميوزك برينز (الإنجليزية)
- رون كيرسي على موقع قاعدة بيانات برودواي على الإنترنت (الإنجليزية)
- رون كيرسي على موقع أول ميوزيك (الإنجليزية)
- رون كيرسي على موقع أول ميوزيك (الإنجليزية)
- رون كيرسي على موقع ديسكوغز (الإنجليزية)